# Бергстрём, Эмиль
Эмиль Бергстрём (швед. Emil Bergström; 19 мая 1993, Стокгольм) — шведский футболист, центральный защитник клуба «Пансерраикос».

## Карьера
Является воспитанником футбольной школы «Броммапойкарна». С 2008 по 2016 годы выступал за стокгольмский «Юргорден». Сыграл за главную команду «Юргордена» 142 матча, несмотря на возраст был ключевым игроком обороны своего клуба, являлся капитаном команды.
4 февраля 2016 года подписал контракт с казанским «Рубином». В сезоне 2019/20 выступал на правах аренды за швейцарский «Базель». Летом 2021 года перешёл на правах аренды в «Виллем II».
В сентябре 2022 года перешёл в польский «Гурник» из города Забже.
В августе 2023 года перешёл в греческий «Пансерраикос», заключив контракт до лета 2025 года.